# Парламентские выборы в Мавритании (1996)
Парламентские выборы в Мавритании проходили 11 (1-й тур) и 18 октября (2-й тур) 1996 года. На них было избрано 79 депутатов Национального собрания. После того как Республиканская партия за демократию и обновление президента Маауйя ульд Сиди Ахмед Тайя получила 60 мест после первого тура, Союз демократических сил бойкотировал второй тур. В результате РПДО в сумме получила 70 мест. Явка в целом по стране составила 52,1 %, тогда как в столице Нуакшоте явка была лишь около 30 %.

## Результаты
| Партия                                          | Голоса  | %    | Места | +/-   |
| ----------------------------------------------- | ------- | ---- | ----- | ----- |
| Демократическая и социал-республиканская партия | 352 482 | 67,6 | 70    | +3    |
| Беспартийные                                    | 66 234  | 12,7 | 7     | -3    |
| Действие за перемены                            | 26 295  | 5,3  | 1     | новая |
| Движение демократических сил — Новая эра        | 27,779  | 5.3  | 0     | новая |
| Союз за демократию и прогресс                   | 8 666   | 1,7  | 0     | новая |
| Движение за демократию и единение               | 7 392   | 1,4  | 1     | 0     |
| Социальный и демократический народный союз      | 707     | 0,1  | 0     | 0     |
| Партия рабочего и национального единения        | 360     | 0,1  | 0     | 0     |
| Мавританская центральная демократическая партия | 159     | 0,1  | 0     | 0     |
| Союз за демократию и прогресс 2                 | 109     | 0,0  | 0     | новая |
| Партия за демократическое сотрудничество        | 107     | 0,0  | 0     | новая |
| Всего                                           | 541 859 | 100  | 79    | 0     |
| Источник: Nohlen et al.                         |         |      |       |       |